# Alchemilla tobolica
Alchemilla tobolica es una especie de planta del género Alchemilla, perteneciente a la familia Rosaceae.

## Taxonomía
Alchemilla tobolica fue descrita por Czkalov en 2022.

## Distribución
Se encuentra en el territorio de Siberia Occidental.